# Bismarckturm (Tecklenburg)
Der Bismarckturm in Tecklenburg ist ein 1908–1909 erbauter 18 m hoher Aussichtsturm im Westen der Stadt auf einem Höhenzug des Teutoburger Waldes. Er ist nach Otto von Bismarck benannt.

## Baugeschichte
Vorläufer des Bismarckturms war eine Windmühle, die 1851 auf dem Windmühlenberg errichtet wurde, jedoch 1906 nach Blitzeinschlägen ausbrannte. Der verbliebene konische Turmstumpf der Windmühle wurde 1908 vom Bismarckverein des Kreises Tecklenburg erworben und für den Bau des heutigen Turms verwendet.
Nach Plänen des in Gütersloh ansässigen Architekten Heinrich Schierbaum erfolgte die Bauausführung in Bruchstein-Mauerwerk durch Maurermeister Lutterberg in Tecklenburg.
Die Grundsteinlegung wurde am 30. Juni 1908 vorgenommen, die feierliche Einweihung fand am 1. August 1909 statt. Die Errichtung des Turms steht in Zusammenhang mit dem Bau vieler weiterer Bismarcktürme im Deutschen Reich zu Beginn des 20. Jahrhunderts als Ausdruck einer allgemeinen Verehrung Bismarcks – vor allem wegen seiner Verdienste um die Reichsgründung von 1871. Auf dem Turmkopf wurde eine Feuerschale angebracht, in der zu besonderen Anlässen (z. B. Bismarcks Geburtstag) in den Abendstunden ein weithin sichtbares Feuer entzündet werden konnte.
1912 wurde neben dem Turm eine Bismarckhalle gebaut, aus der das heutige Hotel Bismarckhöhe hervorging.
In den Jahren 2009 und 2010 wurde der Turm außen saniert und wiedereröffnet.

## Architektur
Bedingt durch die Form des Mühlenstumpfs ist die untere Hälfte des runden Turms kegelförmig. Ab etwa 9 m Höhe sind außen acht Wandpfeiler angeordnet, die bis zur Aussichtsplattform reichen. Im oberen Bereich verjüngt sich der Turm.
Der Zugang zum Turm erfolgt durch ein vorgelagertes übergiebeltes Eingangsportal mit zwei angedeutenen seitlichen Pfeilern. Innerhalb des Turms führt eine Treppe mit 53 Stufen über zwei Innenumgänge zur Aussichtsplattform. Acht jeweils annähernd quadratische Fensteröffnungen ermöglichen die Aussicht in die Umgebung. Über eine eiserne Leiter ist die Feuerschale erreichbar.